# Escuela Naval Militar (Bolivia)
La Escuela Naval Militar Eduardo Avaroa Hidalgo, es el primer instituto de formación militar naval de Bolivia el cual es encargado de formar oficiales para la Armada de Bolivia. Sus egresados ingresan a la armada en el escalafón de oficiales subalternos y son titulados por la Universidad Militar de las Fuerzas Armadas (UMFA) como licenciandos en ciencias y artes militares navales, obteniendo de esta manera el grado de alférez (subteniente).

## Historia

### Inicios

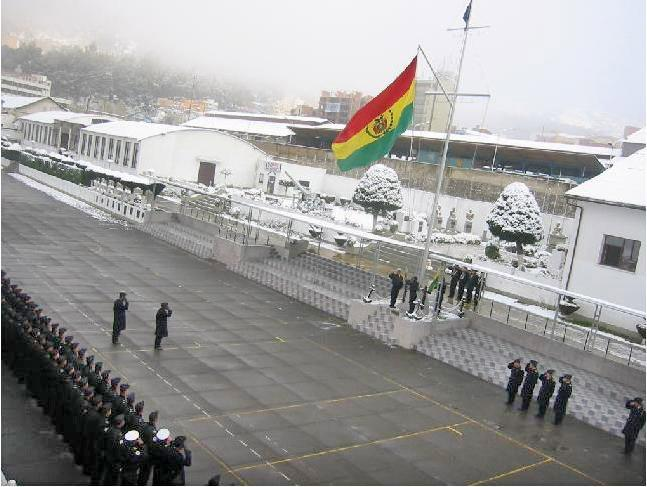
Escuela Naval Militar de Bolivia en invierno en la ciudad de La Paz.

Antes de la creación oficial de la Escuela Naval Militar el año 1973; 8 años antes, en el mes de marzo de 1965, el gobierno del presidente René Barrientos Ortuño firmó un convenio con el gobierno nacional de Argentina con el objetivo de instalar una misión naval argentina en Bolivia. La misión que llegó al país estaba al mando del capitán de fragata argentino Raúl Eduardo Suárez del Cerro.
Durante el tiempo que la misión naval argentina estuvo en Bolivia se estructuraron los programas de estudios en los 3 últimos cursos de formación profesional para cadetes de la sección naval. Esta Sección todavía dependía en ese entonces del Colegio Militar del Ejército. Desde 1965 hasta la actualidad la misión naval argentina ha participado en diferentes misiones de asesoramiento a la Escuela Naval de Bolivia sobre asuntos y problemas relacionados al aspecto y orientación de la enseñanza naval.

### Creación de la Escuela Naval Militar
La Escuela Naval Militar desde su fundación, se constituyó en el primer instituto de formación militar naval de Bolivia. La escuela naval fue creado mediante decreto supremo 11098, el 28 de septiembre de 1973 durante el primer gobierno del presidente Hugo Banzer Suárez y encontrándose ese año como comandante de la Fuerza Naval Boliviana (FNB) el vicealmirante Javier Pinto Tellería. El 31 de diciembre de 1973 se designa como primer comandante de esta escuela al capitán de fragata Tomas Orosco Saracho.
Un año después, mediante orden del día de la FNB N.º 21/74 del 10 de septiembre de 1974 se constituyó como fecha aniversario del instituto cada 13 de octubre en homenaje a la fecha de nacimiento de Eduardo Abaroa Hidalgo, el cual es considerado en el país como el máximo héroe civil boliviano durante la guerra del Pacífico de 1879.

## Nombre institucional
Hasta 1990, después de 17 años de su fundación, la Escuela Naval Militar no tenía aun un nombre propio que identificara a la institución, y es por iniciativa de la misma dirección de la escuela naval, la cual solicitó al comando general de la Armada Boliviana le asigne el nombre de uno de los más ilustres miembros de la institución.
Es así que el comando de la Fuerza Naval mediante orden del día especial de la FNB N.º 027/90 del 10 de octubre de 1990 dispuso denominar al primer instituto de formación militar Naval con el nombre de Escuela Militar Naval Vicealmirante Ronant Monje Roca en un homenaje póstumo y justo reconocimiento al quien fuera primer comandante general y fundador de la Armada Boliviana, benemérito del país que combatió en la guerra del Chaco y ex senador de la república de Bolivia siendo Monje Roca uno de los más esclarecidos miembros de la institución castrense.

## Misión
La misión de la Escuela Naval Militar de Bolivia es la de formar integralmente a los cadetes de la institución, para su posterior desempeño como oficiales al nivel de licenciatura en ciencias navales, a través de una planificada enseñanza militar y profesional de nivel superior en el marco de la responsabilidad, disciplina, honor y lealtad a la Patria a fin de satisfacer las necesidades de personal que la Armada Boliviana requiere.

## Equipamiento
Desde su creación en 1973, la Escuela Naval Militar estuvo asentada durante 40 años en la ciudad de La Paz, pero esto fue hasta el año 2013, en donde la escuela es trasladada a la localidad de Carcaje en el departamento de Cochabamba.
En 2011, durante la conmemoración al 38 aniversario de la escuela militar, el segundo gobierno del presidente Evo Morales Ayma inauguró e hizo la entrega de la primera fase de construcción de la nueva infraestructura naval en Carcaje.
El 13 de septiembre de 2013, el gobierno hizo la entrega de la segunda y tercera fase de la construcción en Carcaje.